# María Antonieta
María Antonieta är en ort i Mexiko.   Den ligger i kommunen Gómez Palacio och delstaten Durango, i den centrala delen av landet, 800 km nordväst om huvudstaden Mexico City. María Antonieta ligger 1 112 meter över havet och antalet invånare är 106.
Terrängen runt María Antonieta är huvudsakligen platt, men västerut är den kuperad. Runt María Antonieta är det tätbefolkat, med 308 invånare per kvadratkilometer. Närmaste större samhälle är Gómez Palacio, 17,1 km söder om María Antonieta. Omgivningarna runt María Antonieta är i huvudsak ett öppet busklandskap.